# ابراهیم عبدالرحمان
ابراهیم عبدالرحمان (انگلیسی: Ibrahim Abdel Rahman؛ زادهٔ ۱۹۴۰) بازیکن واترپلو اهل مصر بود.